# Condado de Komárom-Esztergom
Komárom-Esztergom es un condado administrativo (en húngaro: vármegye) situado al norte de Hungría. Su capital es Tatabánya. Tiene una superficie de 2265 km² y una población de 319 000 habitantes (2007). Comparte fronteras con Eslovaquia y los condados vecinos de Győr-Moson-Sopron, Veszprém, Fejér y Pest.

## Subdivisiones
Se divide en seis distritos:
- Distrito de Esztergom (capital: Esztergom)
- Distrito de Kisbér (capital: Kisbér)
- Distrito de Komárom (capital: Komárom)
- Distrito de Oroszlány (capital: Oroszlány)
- Distrito de Tatabánya (capital: Tatabánya)
- Distrito de Tata (capital: Tata)

## Estructura regional
Este condado es el segundo en población y densidad del país. El 66 % de sus habitantes vive en núcleos urbanos (según estadísticas del año 2001).

### Condados urbanos
- Tatabánya (70 636 hab.)

### Poblaciones principales
- Esztergom (30 122)
- Tata (24 272)
- Komárom (19 659)
- Oroszlány (19 449)
- Dorog (12 353)
- Nyergesújfalu (7556)
- Kisbér (5686)
- Lábatlan (5306)
- Bábolna (3831)